# باليكير
باليكير (بالإنجليزية: Palikir)‏ هي عاصمة ولايات ميكرونيسيا المتحدة وتقع في غرب المحيط الهادئ.  وهي بلدة يقل عدد سكانها بقليل عن 5000 نسمة، وتقع على الجانب الشمالي الغربي من جزيرة بونبي. تم إعلانها عاصمة ميكرونيسيا في عام 1989.

## التاريخ
كانت باليكير في السابق قرية صغيرة، اكتشفها البرتغاليون والإسبان في القرن الخامس عشر، لكن الاستيطان الاستعماري لم يحدث حتى عام 1886 من قبل الإسبان. ثم حصلت ألمانيا لاحقًا على جزر كارولين عن طريق الشراء من إسبانيا في نهاية الحرب الإسبانية الأمريكية في عام 1898.
وخلال الحرب العالمية الأولى، انتقلت السيطرة إلى اليابانيين. وخلال الحرب العالمية الثانية، بنى اليابانيون مطارًا بالقرب من كولونيا.  وبعد الحرب العالمية الثانية، كانت الجزيرة تُدار من قبل حكومة الولايات المتحدة حتى حصلت ولايات ميكرونيسيا المتحدة على الاستقلال في عام 1979.  
قررت حكومة ولايات ميكرونيزيا تحويل منطقة باليكير إلى مدينة لإيواء الإدارة المركزية للجزر. وتم إعلانها عاصمة لميكرونيسيا في عام 1989.

## الجغرافيا
تقع باليكير في المركز الشمالي الغربي لجزيرة بونبي. من الناحية الجيولوجية، تتكون تضاريس الجزيرة من جبال عالية إلى جزر مرجانية منخفضة. وهي أكبر جزيرة في ولايات ميكرونيسيا. وتبعد باليكير على بعد 8 كيلومترات (5 أميال) جنوب غرب كولونيا،  وتوجد الشعاب المرجانية تحت الماء في جميع أنحاء المنطقة الساحلية للجزيرة.

## المناخ
تتميز باليكير بمناخ الغابات المطيرة الاستوائية تحت تصنيف كوبن. حيث يبلغ متوسطها حوالي 27 درجة مئوية (81 درجة فهرنهايت) يوميًا على مدار العام. وتشهد المدينة كمية غير عادية من الأمطار خلال العام. في المتوسط 5،202 ملم (204.8 بوصة) من الأمطار تسقط على باليكير سنويًا.

## الاقتصاد
يتكون اقتصاد الجزيرة بشكل أساسي من زراعة الكفاف وصيد الأسماك. ويتم إنتاج المنتجات الزراعية والزراعية الاستوائية مثل:جوز الهند، فاكهة الخبز، القلقاس، جوز الأريكا، البطاطا الحلوة، الكسافا، الكاكاو، والأرز.
يتم تصدير المنتجات مثل: الأسماك والموز والفلفل الأسود والملابس بشكل أساسي إلى اليابان.